# Mirador de La Peña
El Mirador de La Peña es una edificación que se encuentra en el término municipal de Valverde, en la isla de El Hierro (Canarias, España). Está en el extremo oriental del Risco de Tibataje, en las proximidades del caserío de Guarazoca y del Camino de la Peña, constituyendo un enclave singular desde el punto de vista paisajístico, ya que está situado a unos 1200 m de altitud, en un risco donde los pastores movían libremente por los desniveles, podemos disfrutar en este lugar de unas hermosas vistas hacia el suroeste de la isla, donde se encuentran lugares como el Charco de los Sargos o el Ecomuseo de Guinea, lugares recomendables para los turistas, desde el mirador se pueden observar también los roques de Salmor, los viñedos y frutales que llegan a la costa e incluso el conocido como el hotel más pequeño del mundo. La edificación es obra del arquitecto canario César Manrique y fue declarado Bien de Interés Cultural por el Gobierno de Canarias en 2001.

## Estructura
A principios de los años 1980 se encargó a César Manrique el diseño del edificio y los jardines que conforman el actual mirador. 
El edificio consta de dos plantas adaptadas al desnivel que conforma el borde de El Risco de El Golfo. Tanto el aspecto morfológico de la estructura superior, exenta de relieve, como los materiales con que se realizó (piedra y madera), responden a modelos de la arquitectura tradicional herreña, a la que añadió elementos novedosos en sus huecos y sala principal.
En el diseño del ajardinado exterior e interior el autor cuidó la integración de la obra en el paisaje y la naturaleza circundante, es tanta la genialidad del arquitecto César Manrique tratando de integrar la obra en el paisaje, respetando la naturaleza y tratando de no romper el paisaje natural que siendo el mirador un lugar de enormes proporciones es imposible apreciarlo desde alguna de las partes bajas del risco. 
Las partes que lo integran son: aparcamientos, acceso, paseos, jardines, mirador y restaurante (jardín interior, zona de estar, comedor, bar y dos aseos).